# U 205
U 205 war ein deutsches U-Boot des Typs VII C, welches im Zweiten Weltkrieg im Nordatlantik und im Mittelmeer operierte. Das Boot spielte eine wichtige Rolle im Entschlüsseln des Enigma-Codes, als eine britische Entermannschaft einige Codebücher und die Enigma-Maschine des Bootes sicherstellen konnte.

## Geschichte
U 205 und ihre Schwesterboote U 206, U 207, U 208, U 209, U 210, U 211 und U 212 wurden am 16. Oktober 1939 bei der Kieler Germaniawerft als Teil der Serie U 201 bis U 212 in Auftrag gegeben. Die Kiellegung unter der zeitweiligen Bezeichnung „Neubau 634“ begann am 19. Juni 1940, der Stapellauf erfolgte am 20. März 1941. Die feierliche Indienststellung unter dem Kommando von Kapitänleutnant Franz-Georg Reschke, ehemals Kommandantenschüler auf Kapitänleutnant Kuppischs Typ VII C Boot U 94, fand am 3. Mai 1941 statt. Die Patenschaft von U 205 übernahm die Stadt Salzburg in Österreich, weil die Stadt einen Teil der Baukosten des Bootes trug. An der Indienststellungsfeier nahmen Vertreter aus Salzburg teil, die Kapitänleutnant Reschke das Stadtwappen übergaben. Auch führte das Boot ein eigenes Wappen: eine Schildkröte, welche dem Wappen der 3. U-Flottille ähnelte, da das Boot der Flottille für sieben Monate unterstellt war.

## Einsatz
Die erste Feindfahrt von U 205 begann am 24. Juli 1941 8:00 Uhr. Das Boot verließ den Hafen von Trondheim und operierte 30 Tage lang ohne Erfolg im Nordatlantik und bei den Azoren. Das Boot geleitete gemeinsam mit U 75 den Hilfskreuzer Orion, der aus dem Indischen Ozean zurückkehrte, in die Girondemündung. U 205 legte am 23. August um 18:00 Uhr im besetzten französischen Lorient wieder an. Kommandant Reschke nahm zu dieser Feindfahrt Stellung:

„War diese erste Feindfahrt des Bootes auch nicht von Erfolg gekrönt, so habe ich doch die Überzeugung gewonnen, dass die Besatzung zusammengewachsen ist und sich jeder Lage gewachsen fühlen kann. Das hat der Wasserbombensegen am 3.8. bewiesen.“

Am 23. September um 19:30 Uhr legte U 205 aus Lorient zur zweiten Feindfahrt ab. Zu den beiden Wachoffizieren, Oberleutnant zur See Rolf Struckmeier und Leutnant zur See Friedrich-Wilhelm Marienfeld, gesellte sich während der Liegezeit im Stützpunkt der Kommandant in Ausbildung, Oberleutnant zur See Friedrich Deetz. Nach dem Auslaufen befand sich das Boot für neun Tage auf See und operierte im Nordatlantik und südwestlich von Irland. Es konnten erneut keine feindlichen Einheiten versenkt oder beschädigt werden. Am 26. September beobachtete U 205 den Konvoi HG 73, als es von einem Flugzeug „mit amerikanischen Markierungen“ bombardiert und schwer beschädigt wurde, was dazu führte, dass es nach Frankreich zurück laufen musste. Vier Tage später nahm sich Fähnrich zur See Fritz Säger aus unbekannten Gründen das Leben. Lorient wurde am 2. Oktober um 20:00 Uhr erreicht. Oberleutnant zur See Deetz verließ das Boot und begab sich nach Wilhelmshaven, wo er am 28. Februar 1942 das Typ VII C Boot U 757 übernahm.
Der BdU vermerkte in seinem Kriegstagebuch folgendes zur Feindfahrt:

„Der Kommandant hat zähe versucht, sich am Geleit einen Erfolg zu holen. Die starke Bewachung, wie auch das Glück waren gegen ihn.“

Kptlt Reschkes dritte Feindfahrt begann am 3. November um 18:00 Uhr. Das Boot hatte den Befehl, durch die Straße von Gibraltar zu brechen und Messina anzulaufen. Die Unternehmung dauerte 35 Tage, der Gibraltar-Durchbruch erfolgte am 13. November. Am 13. November sichtete Reschke am Horizont den Flugzeugträger Ark Royal, der im Mai 1941 für den Untergang der Bismarck mitverantwortlich war. Doch was Reschke nicht wusste, war, dass Kptlt Guggenberger mit seinem U 81 sich bereits an die Fersen der Ark Royal geheftet hatte. U 205 begab sich in Angriffsposition und feuerte aus allen Bugrohren auf den Träger, doch nur die Torpedos von U 81 trafen und versenkten das Schiff mit dem Verlust von einem Besatzungsmitglied. Obwohl Guggenberger den Träger versenkte, meldete Reschke einen Erfolg an den BdU. Am 10. Dezember lief U 205 in seinen neuen Stützpunkt La Spezia ein.
Der BdU kritisierte jedoch Reschkes Meldung in seinem Kriegstagebuch:

„Die von U 205 erzielten Treffer auf der Ark Royal beruhen auf einer Vermutung. Nach Laufzeiten sind Treffer auch eher unwahrscheinlich. Getroffen und versenkt wurde bei dem Angriff der Bewacher ‚Lady Glacie‘.“

Nach Abschluss dieser Feindfahrt wurde der I WO, Oberleutnant zur See Rolf Struckmann, abkommandiert, um am 5. Februar 1942 in Hamburg das Typ VII C Boot U 608 zu übernehmen.
Die vierte Feindfahrt begann am 5. Januar 1942, führte in das östliche Mittelmeer und in die Gewässer von Tobruk. Bis zum Einlaufen in La Spezia am 10. Februar konnten erneut keine Versenkungen erzielt werden. Der BdU kritisierte auch diese Feindfahrt, da der Kommandant immer aus zu großer Entfernung seine Torpedos abfeuerte:
»Genau wie auf der vorhergehenden Unternehmung hat der Kommandant wieder auf sehr große Schussentfernung geschossen. Näher herangehen und auch versuchen, die Wirkung der Schüsse zu beobachten.«
Während der Liegezeit wurde ein neuer I WO an Bord kommandiert: Oberleutnant zur See Dietrich Schöneboom, der für die nächsten drei Feindfahrten zur Besatzung gehörte.
Am 17. März um 17:11 Uhr begann die fünfte Feindfahrt des Bootes, die 19 Tage dauerte. Am 19. März musste U 205 wegen einiger italienischer Operationen in Messina einlaufen. Anschließend wurde die Feindfahrt fortgesetzt und im östlichen Mittelmeer und in den Gewässern von Tobruk operiert. Letzten Endes wurde der ursprüngliche II WO, Leutnant zur See Friedrich-Wilhelm Marienfeld, zu seinem Kommandanten-Lehrgang abkommandiert, um später Kommandant des Typ-II-A-Schulbootes U 4 und des Typ-IX-C/40-Bootes U 1228 zu werden. Es konnten keine Schiffe versenkt oder beschädigt werden, bevor das Boot am 6. April La Spezia erreichte.
Die sechste Feindfahrt begann am 6. Mai mit dem Auslaufen aus La Spezia um 17:00 Uhr. Auf dieser 31 Tage langen Fahrt musste das Boot zunächst am 6. Mai nach La Spezia wegen Minengefahr zurück und erhielt am 9. Mai in Messina den Einsatzbefehl. Anschließend führte die Feindfahrt erneut in das östliche Mittelmeer und erneut in die Gewässer vor Tobruk, doch es konnten erneut keine Versenkungen erzielt werden, bevor das Boot am 8. Juni Salamis erreichte. Nach dem Ende der Feindfahrt übernahm ein neuer II WO den Posten von Leutnant Marienfeld, Oberleutnant zur See Emmo Hummerjohann, der auf drei Feindfahrten an Bord blieb. Der BdU nahm auch zu dieser Feindfahrt Stellung:

„Der englische Nachschubverkehr verläuft ausschließlich ganz dicht unter Land, sodass das Auffinden der Geleitzüge durch U-Boote außerordentlich erschwert wird. Hinzu kommt neuerdings, dass jedes Geleit eine starke Luftsicherung, die zugleich U-Jagd ausführt, mitführt. Es muss als sicher angesehen werden, dass die Flugzeuge ein unfehlbares Ortungsmittel zum Auffinden der U-Boote besitzen, dass sie in die unmittelbare nähe des Bootes führt. Abgeworfene Leuchtkugeln zwingen das Boot zum sofortigen Tauchen.“

Schließlich begann am 11. Juni 1942 um 16:45 Uhr die siebente Feindfahrt von U 205. Die Fahrt führte in das östliche Mittelmeer und in das Gebiet südlich der Insel Kreta. Auf dieser 11 Tage langen Fahrt erzielte Kapitänleutnant Reschke auch seinen ersten und einzigen großen Erfolg, als er am 16. Juni den britischen Leichten Kreuzer HMS Hermione (74) des Konvois MW-11 torpedierte und versenkte, bevor das Boot am 23. Juni wieder in La Spezia einlief. Nach dieser Fahrt verließ schließlich der I WO Schöneboom das Boot, um nach seinem Kommandanten-Lehrgang das Typ II C Schulboot U 58 und das Typ VII C Boot U 431 von Kapitänleutnant Wilhelm Dommes zu übernehmen. Der BdU vermerkte zur Feindfahrt:

„Trotz häufiger Ermahnungen schießt der Kommandant, immer noch auf viel zu große Entfernung“

Doch auch der FdU Mittelmeer nahm Stellung:

„Eine Unternehmung, die einen schönen Kriegsschifferfolg einbrachte, von der man aber den Eindruck hat, dass sie auch mehr Tonnage hätte bringen können.“

Die achte Feindfahrt begann am 3. August in La Spezia. Auf der 36 Tage langen Fahrt operierte U 205 im westlichen und östlichen Mittelmeer und vor der Küste Palästinas. Am 16. August wurden 10 gerettete italienische Flieger in Caligari abgegeben und am 17. August in Messina Ergänzungen und Reparaturen durchgeführt. Das Boot lief ohne Versenkungserfolge in Pola am 12. September 1942 ein. Dies war Kptlt Franz-Georg Reschkes letzte Feindfahrt, seine Nachfolge trat Oberleutnant zur See Friedrich Bürgel, ehemals Kommandant von U 97, an. Der FdU Mittelmeer kritisierte die Feindfahrt:

„Die Durchführung der Unternehmung überzeugt nicht. Es ist schwer zu entscheiden, ob das lange Unterwasserstehen unvermeidlich war. Es steht aber fest, dass Sehen besser als Horchen ist, dass eine Beurteilung der Horchverhältnisse meistens erst durch eine verpasste Gelegenheit möglich ist, und dass die vielfach mit Segelschiffen arbeitende Küstenschifffahrt durch Horchen nicht erfasst wird.“

Am 20. Dezember begann Oberleutnant Bürgels erste Feindfahrt mit U 205, die 29 Tage dauerte. Das Boot operierte im östlichen und westlichen Mittelmeer sowie vor Algier, jedoch erneut ohne Erfolg. Anschließend verlegte das Boot über La Spezia und Messina zurück nach Pola in die Werft, wo der I WO Oberleutnant Hummerjohann das Boot verließ, um im Februar 1943 in Hamburg das Typ VII C Boot U 964 zu übernehmen. Der FdU Mittelmeer nahm zur Feindfahrt Stellung:

„Der Kommandant fuhr mit einer ihm fremden Besatzung. Die Unternehmung hat er mit gewohntem Schwung durchgeführt.“

Nach der Werftliegezeit lief das Boot am 12. Januar 1943 zur zehnten Feindfahrt aus. Die 14-tägige Fahrt führte in das östliche Mittelmeer und an die Küste von Cyrenaika, doch es konnten erneut keine Versenkungen erzielt werden. Die Feindfahrt musste wegen Schäden am Fu.M.B., an den Regelbunkern und den Regelzellen bereits frühzeitig abgebrochen werden. Der FdU Mittelmeer nahm zu dieser Feindfahrt Stellung:

„Nach Lage der Dinge war es richtig, zur Reparatur das nahe gelegene Salamis anzulaufen, da Boot für große Tiefen unklar war.“

Das Boot lief am 2. Februar 1943 zur elften und letzten Feindfahrt aus La Spezia aus und befand sich für 15 Tage auf See. Es operierte erneut im östlichen Mittelmeer sowie zwischen der Insel Malta und Tripolis, doch es konnten erneut keine feindlichen Einheiten versenken oder beschädigen, bevor das Boot geentert wurde.

## Enterung und Untergang
U 205 wurde am 17. März 1943 an der nordwestlich von Darna von einem südafrikanischen Bisley Flugboot gesichtet, als das Boot am Konvoi TX-1 operierte. Es wurde mit Wasserbomben angegriffen und schwer beschädigt. Das Flugboot signalisierte dem britischen Zerstörer Paladin, dass das U-Boot tauchunfähig sei. Vom Zerstörer aus wurde dann auf die schiffbrüchige Besatzung von U 205 geschossen, acht Männer wurden getötet. Einem Enterkommando der Paladin gelang es, das Boot zu entern und die Code-Bücher und die Enigma zu erbeuten, bevor U 205 versank. 42 Mann der Besatzung, darunter auch Oberleutnant Bürgel, konnten gerettet werden. Durch die erbeuteten Geheimmaterialien aus U 570, U 559 und U 205 kam der britische Geheimdienst dem Ziel näher, den deutschen Enigma-Code zu entschlüsseln.